# Шлиппенбах, Константин Антонович
Барон Константи́н Анто́нович Шлиппенба́х (1795—1859) — генерал-лейтенант, инспектор военно-учебных заведений Российской империи.

## Биография
Родился 20 января 1795 года, является праправнуком шведского генерала Вольмара Антона Шлиппенбаха, участвовавшего в Северной войне. Сын барона Антона Ивановича Шлиппенбаха и графини Марии Миних. Его дед Otto Johann v. Schlippenbach (1719—1808) возведен в баронское Священной Римской империи достоинство 25.10.1768.
С началом в 1812 году Отечественной войны Шлиппенбах был принят на военную службу в гренадеры и 20 ноября 1812 года получил первый офицерский чин. После изгнания Наполеона из пределов России Шлиппенбах принял участие в Заграничном походе и за боевые отличия в 1813 году был награждён орденами св. Анны 2-й степени с алмазными знаками и св. Владимира 4-й степени с бантом. 12 июня 1813 года был зачислен в лейб-гвардии Преображенский полк.
8 января 1825 года Шлиппенбах получил чин полковника и переведён в лейб-гвардии Московский полк, в рядах которого принимал участие в русско-турецкой войне. 25 июня 1829 года вновь вернулся в Преображенский полк.
6 декабря 1830 года Шлиппенбах был назначен командиром роты в Школе гвардейских подпрапорщиков и кавалерийских юнкеров, а 6 октября 1831 года он был произведён в генерал-майоры с назначением командиром этой Школы. 11 апреля 1843 года он был произведён в генерал-лейтенанты и назначен директором 1-го кадетского корпуса. 25 июня 1847 года назначен членом Совета и инспектором военно-учебных заведений. В 1857 году избран вице-президентом Императорского Вольного экономического общества.
Скончался 13 апреля 1859 года в Санкт-Петербурге, похоронен при церкви св. Троицы близ Мурзинки под Санкт-Петербургом.

## Награды
Среди прочих наград Шлиппенбах имел ордена:
- Орден Святой Анны 2-й степени с алмазными знаками (1813 год)
- Орден Святого Владимира 4-й степени с бантом (1813 год)
- Орден Святого Станислава 1-й степени (1834 год)
- Орден Святой Анны 1-й степени (1835 год, императорская корона к этому ордену пожалована в 1839 году)
- Орден Святого Георгия 4-й степени (6 декабря 1836 года, за беспорочную выслугу 25 лет в офицерских чинах, № 5355 по кавалерскому списку Григоровича — Степанова)
- Орден Святого Владимира 2-й степени (1842 год)
- Орден Белого орла (1846 год)
- Орден Святого Александра Невского (17 апреля 1855 года)